# Hamousův statek
Hamousův statek ve Zbečně (čp. 22) v okrese Rakovník je výjimečně dobře zachovanou cennou venkovskou budovou značného stáří. Památkově chráněný objekt je ve vlastnictví státu (jeho správou je pověřen Národní památkový ústav) a je zpřístupněn veřejnosti.

## Anotace

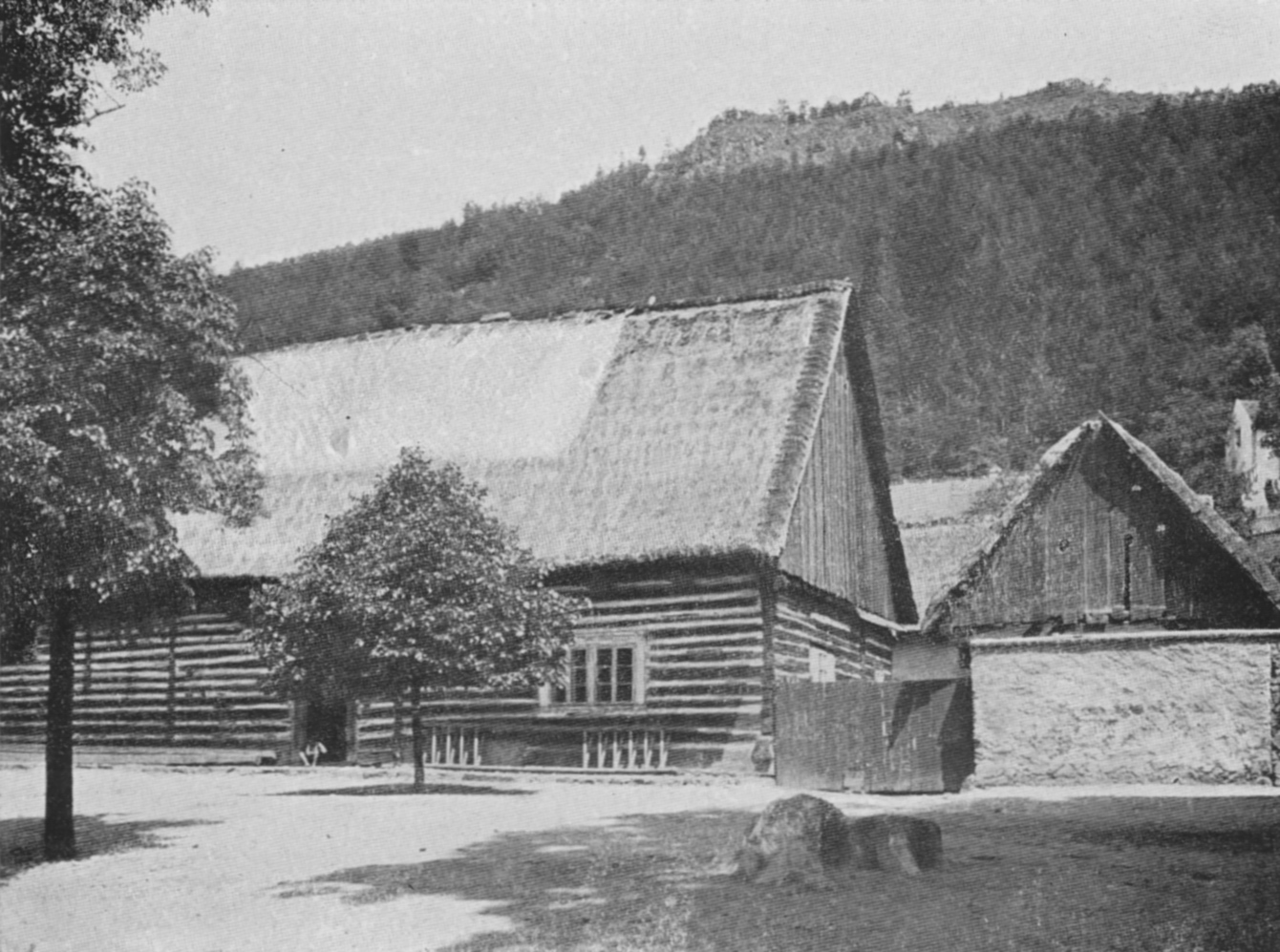
Hamousův statek v roce 1920

Bývalá rychta s areálem přiléhá k severní straně návsi, naproti farnímu kostelu sv. Martina. Vlastní obytný dům zaujímá jihozápadní část pozemku a je převážně roubené konstrukce. Z pilířové stodoly ve dvoře zachovalo pouze torzo (mezi zděnými pilíři se zachovaly části roubených stěn). Ve vyvýšené severovýchodní části dvora je situována novější zděná budova chléva se sýpkou v podkroví a s navazující pilířovou kolnou.

## Historie

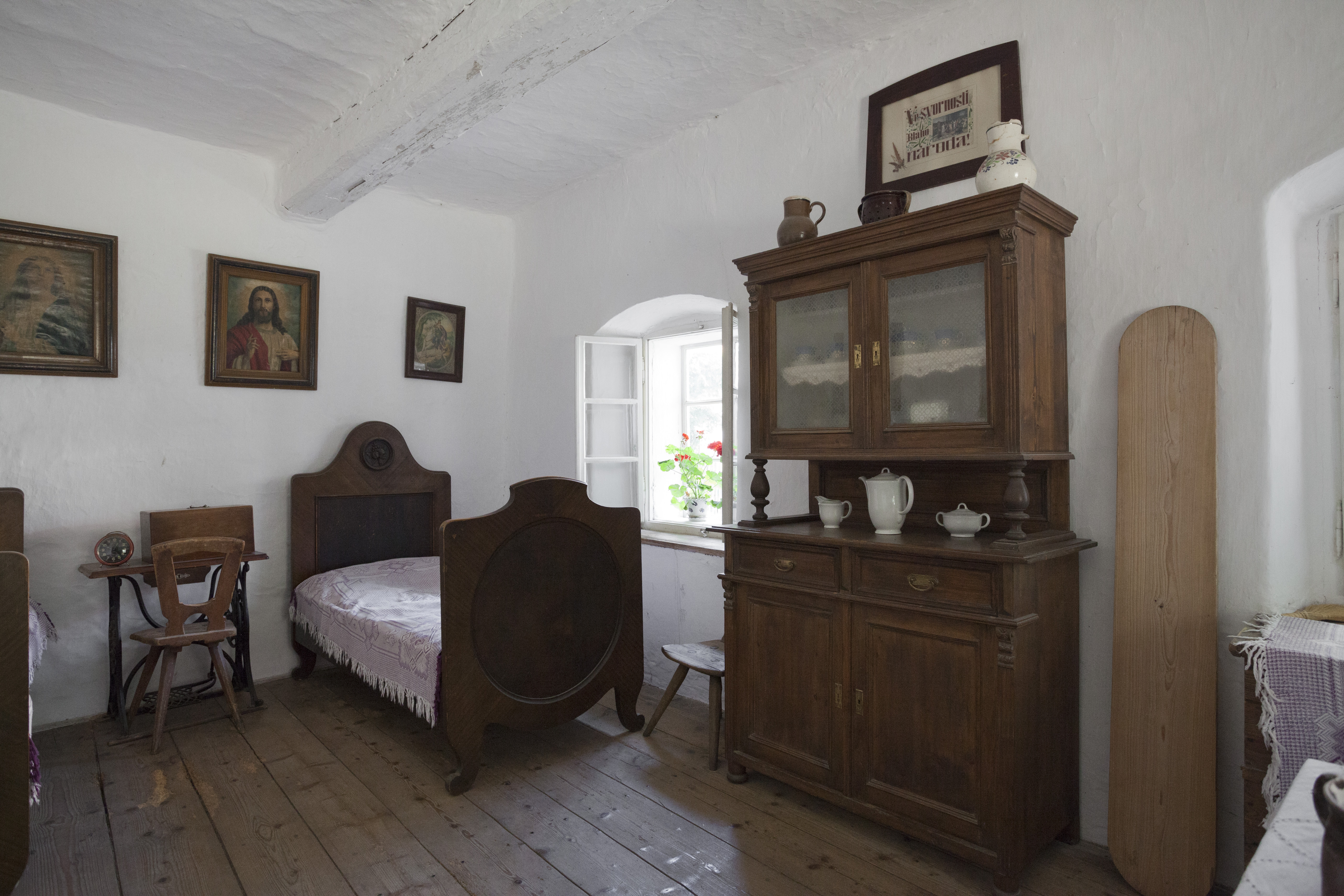
Světnice

Objekt je cenný tím, že nepodlehl v polovině 20. století radikálním modernizacím tak, jako ostatní statky a usedlosti v obci.
Podle dendrochronologického výzkumu je spodní část komory v levé části dispozice nad sklepy sestavená z dubových trámů kácených v letech 1577–1583. Jedlové trámy pro výstavbu obou komor jsou z let 1579–1756. Jedlové trámy stěn velké světnice jsou z let 1746–1747, konstrukce krovu pak z let 1791–1792.
Původně dřevěná černá kuchyně byla v roce 1716 vyzděna.
Před rokem 1763 tu byla provozována krčma. Po roce 1817 zde statkář Dominik Hamous vykonával funkci rychtáře. Objekt byl obýván do roku 1992, kdy jej od posledního majitele odkoupil tehdejší Památkový ústav středních Čech. Od roku 1995 je přístupný veřejnosti. V letech 1997–1998 musela být nově vyzděna chlebová pec.
Expozice návštěvníkům představuje historické součásti vybavení obytných místností a zemědělského a řemeslného náčiní.

## Popis
| Rok  | Počet návštěvníků |
| ---- | ----------------- |
| 2015 | 4 255             |
| 2016 | 6 113             |
| 2017 | 4 255             |

Do vstupní síně je vestavěna černá kuchyně s chlebovou pecí. Vpravo navazuje velká obytná světnice, ke které vzadu přiléhá malá světnice s menší kuchyní. Vlevo od vstupní síně se nacházejí ve dvou patrech komory sloužící ke skladování potravin a hospodářského náčiní. Částečně byly též upraveny pro obytné účely (byt kočího). Pavláčka v zadní části směřuje k výměnku, vystavěnému z lomového zdiva, opět vybavenému vlastní kuchyní se zděným sporákem.